# Teatro del Príncipe
El Teatro del Príncipe (anteriormente Corral del Príncipe y, más tarde, Teatro Español) fue un establecimiento teatral de Madrid durante los siglos XVI, XVII, XVIII y XIX. 
La Cofradía de la Pasión, administradora asimismo del Corral de la Pacheca, compró dos edificios contiguos, el uno perteneciente al doctor Juan Álava de Ybarra, médico de Felipe II, y el otro de Rodrigo de Herrera. En ese solar, situado entre la calle del Príncipe y aledañas, se construyó el corral original, habiendo noticia de comenzarse las obras el 7 de mayo de 1582. El corral de comedias del Príncipe fue inaugurado el 21 de septiembre de 1583 con pasos de Lope de Rueda, presentados por un tal Vázquez y el cómico Juan de Ávila. A partir del 2 de abril de 1631, con la fundación de la Cofradía de autores y representantes, bajo el patronazgo de Nuestra Señora de la Novena, el corral vivió sus años de mayor esplendor. Se reformó como teatro en 1735, convirtiéndose en el lugar de cita del teatro ilustrado. Fue destruido por un incendio el 11 de julio de 1802 y tuvo que rehabilitarse.
Más tarde, ya en 1849, el teatro del Príncipe se convirtió en el actual Teatro Español, el único teatro de Madrid instalado en un antiguo corral de comedias.

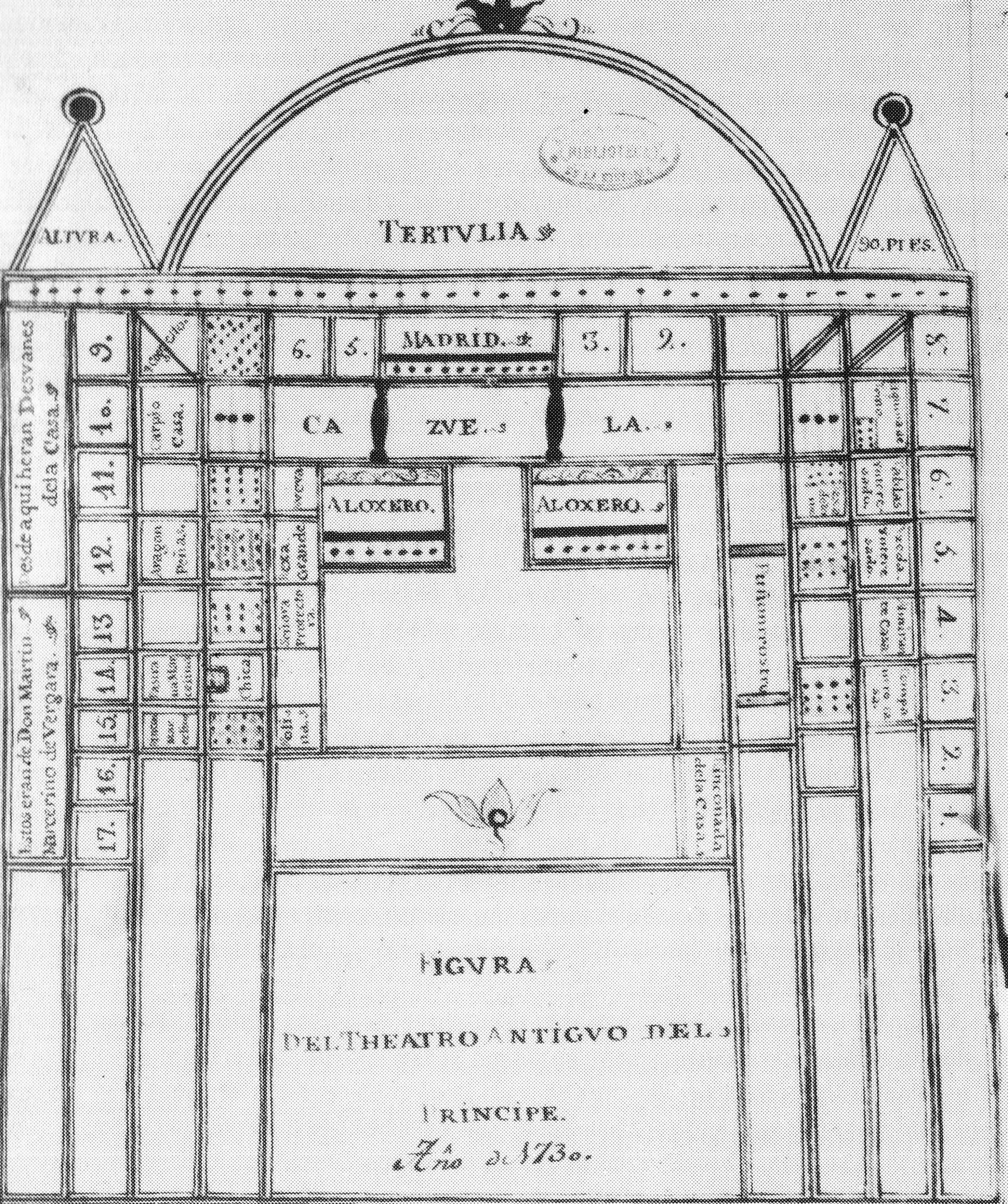
Dibujo (1730) del arquitecto José Antonio de Armona, con un esquema de localidades del Corral del Príncipe, en Madrid.

## Historia
El antiguo corral del Príncipe es fruto de la autorización decretada por Felipe II en 1565 para establecer con carácter permanente en Madrid unas cofradías que dispusiesen de edificios para la representación de comedias. En 1582, la Cofradía de la Pasión adquirió el espacio en el que actualmente se sitúa el teatro Español, en la calle del Príncipe, y el 21 de septiembre del año siguiente quedó inaugurado el corral de comedias. Entre 1666 y 1687 sufre una serie de obras por el arquitecto real Bartolomé Hurtado García. La estructura original cambió en 1735, año en que el arquitecto Juan Bautista Sachetti en colaboración con Ventura Rodríguez, iniciaron las obras de un nuevo edificio que terminaron diez años después para convertirse en el nuevo Teatro del Príncipe. En 1783, la Cofradía lo vendió al Ayuntamiento.
A lo largo del siglo xviii, el Teatro del Príncipe contó con su propio grupo de seguidores, los Chorizos, en pugna constante con los Polacos, que preferían los escenarios del rival Teatro de la Cruz. En esa época, Leandro Fernández de Moratín estrenó en él La comedia nueva. El 11 de julio de 1802 el Teatro del Príncipe se incendió, por lo que no pudo utilizarse hasta cinco años más tarde, al concluir las obras dirigidas por el arquitecto Juan de Villanueva. 
En 1898 el fondo documental del teatro, los archivos de teatro y música, ingresaron en la Biblioteca Histórica Municipal de Madrid, donde se pueden consultar actualmente, tanto de forma presencial como virtual.

### Distribución
El teatro del Príncipe, uno de los testigos de las mejores páginas de la historia del teatro clásico español del Siglo de Oro, constaba de tablado, vestuario, gradas para hombres, noventa y cinco bancos portátiles, corredor para las mujeres, aposentos o balcones con ventanas de hierro y rejas o celosías, canales maestras y tejados que cubrían las gradas. El patio fue empedrado y se confeccionó un toldo que defendía del sol, pero no de la lluvia.